# Viv Thomas
Vivian Thomas, detto Viv (10 gennaio 1948), è un regista e produttore di film pornografici britannico, di origini sudafricane con passaporto britannico.

## Biografia
È specializzato soprattutto nel genere lesbico. Tra le sue opere si ricordano la trilogia di Pink Velvet, la serie Unfaithful e The Art of Kissing.
Per i suoi film si serve soprattutto di artiste ungheresi e ceche. Tra esse si ricordano attrici del calibro di Eve Angel, Peache, Zsanett Égerházi e Sweet aka Jo.

## Filmografia
- Every Woman Has a Foot Fantasy (1996)
- Leg Sex Dream (1998)
- Leg Sex Nympho (1998)
- Leg Sex Spy (1998)
- Sandy's Holiday Sex Fantasies 1 (1998)
- War and Sex (1998)
- Babes Abroad (1999)
- Kerry's Foot Fantasies (1999)
- Leg Sex (1999)
- Legal Leg Sex (1999)
- Mayfair: The Video (1999)
- Sandy's Holiday Sex Fantasies 2 (1999)
- Bubblegum Babes 1 (2000)
- Heels and Hose (2000)
- Hot Wet Sex (2000)
- Natural Busty Newcummers (2000)
- Simply More Soles 2 (2000)
- Bubblegum Babes 2 (2001)
- Bubblegum Babes 3 (2001)
- Leg Sex Babes 1 (2001)
- Leg Sex Shoe Shop (2001)
- Sandy Does Hardcore (2001)
- Anal Porn Party (2002)
- Best of Bubblegum Babes (2002)
- Busty Fuckers (2002)
- Jo's Sexy College Diaries (2002)
- Leg Sex Babes 2 (2002)
- Sammy Jayne and Her Hardcore Harem (2002)
- Sex Analyst (2002)
- Sex Wives And Videotape (2002)
- Solitaire 1 (2002)
- Teenage Seduction (2002)
- Art of Kissing 1 (2003)
- Bubblegum Babes 4 (2003)
- Bubblegum Babes 5 (2003)
- Busty Leg Sex Babes (2003)
- Busty Newcummers 2 (2003)
- Busty Suckers (2003)
- Forbidden Fruits (2003)
- Gagging For It (2003)
- Hardcore Fuckfest 1 (2003)
- Hardcore Fuckfest 2 (2003)
- Heels and Hose 2 (2003)
- Maid to Fuck (2003)
- Memoirs of a Foot Fetishist (2003)
- Pink Velvet 1: Innocence of Lesbian Love (2003)
- Plump and Busty (2003)
- Plump And Busty 2 (2003)
- Pussy in Paradise (2003)
- Reality Porn Series 1 (2003)
- Searching For Silvia (2003)
- Secret Video Diaries Of A Lesbian Nympho (2003)
- Shocking Stockings (2003)
- Ultimate Hardcore Collection (2003)
- Young Lesbian Lust 1 (2003)
- Young Lesbian Lust 2 (2003)
- Adventures of Dirty Dog 1: Give a Dog a Bone (2004)
- Club's Room Service (2004)
- Ella's Dirty Little Fuckers (2004)
- Filthy Anal Instincts (2004)
- Jo's Secret Video (2004)
- Leg Sex Babes 3 (2004)
- Pink Velvet 2: Loss of Innocence (2004)
- Return of Sandy (2004)
- All About Eve (2005)
- Art of Kissing 2 (2005)
- British Amateurs 1 (2005)
- Making of a Madame (2005)
- Mayfair's Private Practice (2005)
- Office Girls 1 (2005)
- Pink Velvet 3 (2005)
- Sandy Babe Abroad 2 (2005)
- Silvia Saint's Leg Sex Friends (2005)
- Sisters (2005)
- Six Days With Vera 1 (2005)
- Six Days With Vera 2 (2005)
- Viv's Dream Team Girls (2005)
- Weekend With Vera (2005)
- Butterfly (2006)
- Hot Babe Seduction  (2006)
- Hot Slots 1 (2006)
- In the Family (2006)
- Lust Fever (2006)
- Maneater (2006)
- Our Movie (2006)
- Pussies on View (2006)
- Sandy Agent Provocateur  (2006)
- Supreme Hardcore 1 (2006)
- Supreme Hardcore 2 (2006)
- Supreme Hardcore 3 (2006)
- Bare Au Pair (2007)
- Club Girls 1 (2007)
- Dressed To Thrill (2007)
- Girl on Girl (2007)
- Girl on Girl 2 (2007)
- Girl on Girl 4 (2007)
- Inside Peaches (2007)
- Leg Sex Flirts (2007)
- Sex with Peaches (2007)
- Sole Collector (2007)
- Sordid Secrets (2007)
- Tales of the Clit (2007)
- Unfaithful 1 (2007)
- Girl on Girl 3 (2008)
- Hot Slots 2 (2008)
- Secrets of the Suburbs (2008)
- Sex @ctually (2008)
- Sex with Eve Angel (2008)
- Sirens (2008)
- Spunk Fiction (2008)
- Summer Camp Secrets (2008)
- Unfaithful 2 (2008)
- Unfaithful 3 (2008)
- Art of Kissing 3 (2009)
- Club Girls Hardcore 2 (2009)
- Family Affairs 1 (2009)
- Lesbian Encounters (2009)
- Office Girls 2 (2009)
- Portrait of a Lesbian (2009)
- Unfaithful 4 (2009)
- Unfaithful 5 (2009)
- Most Subscribed (2010)
- Three Nights With Vera (2010)
- Office Girls 3 (2012)
- Stockings And Lace (2012)
- Tides of Lust (2012)
- Licking the Velvet (2013)